# 吳鳴虞
吳鳴虞（1585年—？），字两階，號颺庭，直隶常州府宜興縣民籍，明末政治人物，進士出身。

## 生平
萬曆四十三年（1615年）乙卯科順天鄉試七十名舉人，天启二年（1622年）壬戌科進士，初授户部主事，晉陕西司郎中。時有托名掃迹以邀寵者，鸣虞不肯爲朝廷斂怨，力除其弊，一時群小侧目，指爲高攀龙黨，削籍。崇禎元年复官，超擢銓部，有鎮群嚣、查冒滥諸疏。庚午主河南鄉試，取徐作霖第一。時國家多事，鸣虞痛陈諸臣轻兵政，而争門蔭，不能公尔忘私，大失朝貴之指，遂五疏乞休。

## 家族
曾祖吳儼，成化丁未進士，累官南京禮部尚書，贈太子少保，謚文肅。祖吳驥，恩生，尚寶司司丞。本生祖吳驂，官生，廣西潯州府知府，累階大中大夫。父吳夢桂，贈户部河南司主事，徵仕郎。母詹氏，贈孺人。永感下。兄泰孫，封户部雲南司主事；時宗，例授太常寺典簿；時賓，國子生；正己，同科舉人；弟吳炳，己未進士，見任湖廣蒲圻縣知縣。娶賀氏，贈孺人；继娶潘氏，封孺人。子允禎、允祜、允福。猶子允初（邑諸生）、允禔。